# Lista de prefeitos de Jerônimo Monteiro
Esta é a lista de prefeitos do município de Jerônimo Monteiro, estado brasileiro do Espírito Santo.
| Nº | Nome                                                                  | Imagem                | Partido                                          | Início do mandato       | Fim do mandato                          | Observações |
| 1  | Mário Eugênio Ruschi                                                  |                       | Partido Republicano PR                           | 1° de fevereiro de 1954 | 28 de janeiro de 1959                   | Nomeado pelo Governador do Estado para administrar o município até a realização das eleições municipais, porém, o processo de emancipação foi suspenso pela justiça |
| 2  | Leonório Dan                                                          |                       | Partido Trabalhista Brasileiro PTB               | 29 de janeiro de 1959   | 1° de outubro de 1959                   | Nomeado pelo Governo do Estado para administrar o município recém emancipado, até as eleições municipais                                                            |
| 3  | Antônio Alves Duarte                                                  |                       | Partido Social Democrático PSD                   | 2 de outubro de 1959    | 30 de janeiro de 1963                   | Prefeito eleito em sufrágio universal |
| 4  | Mitter Mayer Ferreira Borges                                          |                       | Partido Trabalhista Brasileiro PTB               | 31 de janeiro de 1963   | 3 de abril de 1964                      | Prefeito eleito em sufrágio universal, cassado pelo Governo Militar                                                                                                 |
| 5  | Searom Moraes                                                         |                       | Aliança Renovadora Nacional ARENA                | 3 de abril de 1964      | 17 de setembro de 1965                  | Governou durante apenas um ano pois faleceu vítima de acidente de trânsito                                                                                          |
| 6  | João Brito Netto (–03.03.2007)                                        |                       | Aliança Renovadora Nacional ARENA                | 17 de setembro de 1965  | 30 de janeiro de 1966                   | Assumiu o governo após a morte do titular |
| 7  | Italino Monteiro                                                      |                       | Aliança Renovadora Nacional ARENA                | 31 de janeiro de 1966   | 30 de janeiro de 1967                   | Nomeado interventor pelo Governo do Estado |
| 8  | Idele Dan                                                             |                       | Movimento Democrático Brasileiro MDB             | 31 de janeiro de 1967   | 30 de janeiro de 1971                   | Prefeito eleito em sufrágio universal |
| 9  | João Brito Netto (–03.03.2007)                                        |                       | Aliança Renovadora Nacional ARENA                | 31 de janeiro de 1971   | 30 de janeiro de 1973                   | Prefeito eleito em sufrágio universal |
| 10 | Antônio Lopes Cabral                                                  |                       | Aliança Renovadora Nacional ARENA                | 31 de janeiro de 1973   | 31 de janeiro de 1977                   | Prefeito eleito em sufrágio universal |
| 11 | João Brito Netto (–03.03.2007)                                        |                       | Aliança Renovadora Nacional ARENA                | 1° de fevereiro de 1977 | 31 de janeiro de 1983                   | Prefeito eleito em sufrágio universal |
| 12 | Neuton Fonseca Vidal (Jerônimo Monteiro, 07.12.1937–)                 |                       | Partido do Movimento Democrático Brasileiro PMDB | 1° de fevereiro de 1983 | 31 de dezembro de 1988                  | Prefeito eleito em sufrágio universal |
| 13 | Antônio Alves Duarte                                                  |                       | Partido do Movimento Democrático Brasileiro PMDB | 1° de janeiro de 1989   | 31 de dezembro de 1992                  | Prefeito eleito em sufrágio universal |
| 14 | Neuton Fonseca Vidal (Jerônimo Monteiro, 07.12.1937–)                 |                       | Partido Democrático Trabalhista PDT              | 1° de janeiro de 1993   | 31 de dezembro de 1996                  | Prefeito eleito em sufrágio universal |
| 15 | Ary de Oliveira Porto (Alegre, 05.05.1955–)                           |                       | Partido Socialista Brasileiro PSB                | 1° de janeiro de 1997   | 31 de dezembro de 2000                  | Prefeito eleito em sufrágio universal |
| 16 | Luiz Gonzaga Ribeiro                                                  |                       | Partido do Movimento Democrático Brasileiro PMDB | 1° de janeiro de 2001   | 31 de dezembro de 2004                  | Prefeito eleito em sufrágio universal |
| 17 | Neuton Fonseca Vidal, Newton Fonseca (Jerônimo Monteiro, 07.12.1937–) |                       | Partido Popular Socialista PPS                   | 1° de janeiro de 2005   | 31 de dezembro de 2008                  | Prefeito eleito em sufrágio universal |
| 18 | Francisco Alcemir Rosseto (Cachoeiro de Itapemirim, 06.05.1951–)      |                       | Partido da Social Democracia Brasileira PSDB     | 1° de janeiro de 2009   | 31 de dezembro de 2012                  | Prefeito eleito em sufrágio universal |
| 19 | Sebastião Fosse, Batok (Jerônimo Monteiro, 25.04.1939–)               |                       | Partido do Movimento Democrático Brasileiro PMDB | 1° de janeiro de 2013   | 31 de dezembro de 2016                  | Prefeito eleito em sufrágio universal |
| 20 | Sérgio Farias Fonseca (Cachoeiro de Itapemirim, 21.06.1965–)          |                       | Partido Social Democrático PSD                   | 1° de janeiro de 2017   | 31 de dezembro de 2020                  | Prefeito eleito em sufrágio universal |
| 20 | Sérgio Farias Fonseca (Cachoeiro de Itapemirim, 21.06.1965–)          | 1° de janeiro de 2021 | Partido Social Democrático PSD                   | 31 de dezembro de 2024  | Prefeito reeleito em sufrágio universal | |
| 21 | José Valério Binoti Netto, Zé Valério (Alegre, 18.11.1986–)           |                       | Partido Social Democrático PSD                   | 1° de janeiro de 2025   | Atualidade                              | Prefeito eleito em sufrágio universal |